# Saison 1971-1972 de la LCH
Saison précédente Saison suivante
La saison 1971-1972 est la 9e saison de la Ligue centrale de hockey.

## Saison régulière
Au terme de la saison précédente, Les Penguins de Pittsburgh décident d'arrêter d'aligner un club ferme dans cette ligue, les Wranglers d'Amarillo sont donc définitivement dissous.

### Classement final
| Clt   | Équipe                  | PJ | V  | D  | N  | BP  | BC  | Diff | Pts |
| ----- | ----------------------- | -- | -- | -- | -- | --- | --- | ---- | --- |
| +001, | Black Hawks de Dallas   | 72 | 43 | 22 | 7  | 317 | 232 | 85   | 93  |
| +002, | Oilers de Tulsa         | 72 | 34 | 30 | 8  | 256 | 243 | 23   | 76  |
| +003, | Wings de Fort Worth     | 72 | 30 | 30 | 12 | 238 | 246 | -8   | 72  |
| +004, | Blazers d'Oklahoma City | 72 | 29 | 34 | 9  | 235 | 273 | -38  | 67  |
| +005, | Knights d'Omaha         | 72 | 29 | 35 | 8  | 241 | 260 | -19  | 66  |
| +006, | Blues de Kansas City    | 72 | 21 | 35 | 16 | 244 | 277 | -33  | 58  |

- En gras : qualifié pour les séries éliminatoires

### Meilleurs pointeurs
| Joueur            | Équipe        | PJ | B  | A  | Pts | Pun |
| ----------------- | ------------- | -- | -- | -- | --- | --- |
| Ross Perkins      | Fort Worth    | 68 | 41 | 56 | 97  | 47  |
| Jean Payette      | Tulsa         | 72 | 33 | 64 | 97  | 44  |
| Gregg Sheppard    | Oklahoma City | 72 | 41 | 52 | 93  | 43  |
| Jean-Paul LeBlanc | Dallas        | 70 | 22 | 68 | 90  | 117 |
| Bob Sicinski      | Dallas        | 67 | 23 | 61 | 84  | 14  |

## Séries éliminatoires de la Coupe Adams

### Arbre de qualification
|  | Demi-finales | Demi-finales            | Demi-finales | Demi-finales    |     |                       | Finale de la Coupe Adams | Finale de la Coupe Adams | Finale de la Coupe Adams | Finale de la Coupe Adams |
|  |              |                         |              |                 |     |                       |                          |                          |                          |                          |
|  |              |                         |              |                 |     |                       |                          |                          |                          |                          |
|  | 1er          | Black Hawks de Dallas   | 4            | 4               |     |                       |                          |                          |                          |                          |
|  | 1er          | Black Hawks de Dallas   | 4            | 4               |     |                       |                          |                          |                          |                          |
|  | 4e           | Blazers d'Oklahoma City | 2            | 2               |     |                       |                          |                          |                          |                          |
|  | 4e           | Blazers d'Oklahoma City | 2            | 2               | 1er | Black Hawks de Dallas | 4                        | 4                        |                          |                          |
|  |              |                         |              |                 | 1er | Black Hawks de Dallas | 4                        | 4                        |                          |                          |
|  |              |                         | 2e           | Oilers de Tulsa | 2   | 2                     |                          |                          |                          |                          |
|  | 2e           | Oilers de Tulsa         | 2e           | Oilers de Tulsa | 2   | 2                     | 4                        | 4                        |                          |                          |
|  | 2e           | Oilers de Tulsa         |              |                 |     |                       |                          | 4                        |                          |                          |
|  | 3e           | Wings de Fort Worth     | 3            | 3               |     |                       |                          |                          |                          |                          |
|  | 3e           | Wings de Fort Worth     | 3            | 3               |     |                       |                          |                          |                          |                          |

### Finale
Les Black Hawks de Dallas gagnent leur deuxième Coupe Adams en battant  les Oilers de Tulsa sur le score de 4 matchs à 2.

### Effectif champion
L'effectif de l'équipe des Black Hawks de Dallas sacré champion de la Coupe Adams est le suivant :
- Gardien de but : Ken Brown,  Michel Dumas ;
- Défenseurs : Mike Baumgartner, Bart Crashley, Len Frig, John Marks, Roger Wilson ;
- Attaquants : Michel Archambault, Milt Black, Jean-Pierre Bordeleau, Ron Dussiaume, Don Gordon, Dave Hudson, Dave Kryskow, Jean-Paul LeBlanc, Dan Lodboa, Dan Maloney, Larry Romanchych, Bob Sicinski, Dan Spring, Bill Young ;
- Entraîneur : Bobby Kromm.

## Honneurs remis aux joueurs et équipes

### Trophées
| Trophée                 | Joueur                    | Équipe                              |
| ----------------------- | ------------------------- | ----------------------------------- |
| Meilleur gardien de but | John Adams                | Blazers d'Oklahoma City             |
| meilleur défenseur      | Bart Crashley             | Black Hawks de Dallas               |
| meilleure recrue        | Tom Williams              | Knights d'Omaha                     |
| meilleur pointeur       | Ross Perkins Jean Payette | Wings de Fort Worth Oilers de Tulsa |
| meilleur joueur         | Gregg Sheppard            | Blazers d'Oklahoma City             |
| meilleur entraîneur     | Bobby Kromm               | Black Hawks de Dallas               |

### Équipes d'étoiles
| Position       | Première équipe       | Première équipe         | Deuxième équipe                           | Deuxième équipe                                          |
| Position       | Joueur                | Équipe                  | Joueur                                    | Équipe                                                   |
| -------------- | --------------------- | ----------------------- | ----------------------------------------- | -------------------------------------------------------- |
| Gardien de but | John Adams            | Blazers d'Oklahoma City | Michel Dumas                              | Black Hawks de Dallas                                    |
| Défenseur      | Bart Crashley         | Black Hawks de Dallas   | Bob Ash                                   | Knights d'Omaha                                          |
| Défenseur      | Ron Plumb             | Blazers d'Oklahoma City | Randy Manery Joe Lundrigan Dick Proceviat | Wings de Fort Worth Oilers de Tulsa Blues de Kansas City |
| Ailier gauche  | Dan Maloney           | Black Hawks de Dallas   | Tom Williams                              | Knights d'Omaha                                          |
| Centre         | Gregg Sheppard        | Blazers d'Oklahoma City | Jean-Paul Leblanc                         | Black Hawks de Dallas                                    |
| Ailier droit   | Jean-Pierre Bordeleau | Black Hawks de Dallas   | Norm Gratton                              | Knights d'Omaha                                          |